# Gnypeta nigrella
Gnypeta nigrella es una especie de escarabajo del género Gnypeta, tribu Oxypodini, familia Staphylinidae. Fue descrita científicamente por LeConte en 1863.
Se distribuye por Canadá y los Estados Unidos. La especie se mantiene activa durante los meses de julio y agosto y la longitud del cuerpo es de aproximadamente 2,7-3 milímetros.